# Ethan Olivier
Ethan Olivier (* 7. August 2005 in Auckland) ist ein neuseeländischer Leichtathlet, der sich auf den Dreisprung spezialisiert hat und aktuell Inhaber des Landesrekordes ist. Auch sein älterer Bruder Welrè Olivier ist als Dreispringer aktiv.

## Sportliche Laufbahn
Erste internationale Erfahrungen sammelte Ethan Olivier, der in Südafrika aufwuchs, bei den Leichtathletik-U20-Weltmeisterschaften 2022 in Cali, bei denen er mit einer Weite von 16,03 m den vierten Platz belegte. 2024 stellte er mit 17,01 m einen neuen neuseeländischen Landesrekord auf und qualifizierte sich mit seinen guten Leistungen für die Olympischen Sommerspiele in Paris, bei denen er mit 16,16 m in der Qualifikationsrunde ausschied. Anschließend siegte er bei den U20-Weltmeisterschaften in Lima mit 17,01 m.
2024 wurde Olivier neuseeländischer Meister im Dreisprung.